# Elenovskoe
Elenovskoe (in lingua russa Еленовское) è un centro abitato dell'Adighezia, situato nel Krasnogvardejskij rajon. La popolazione era di 2.709 abitanti al dicembre 2018. Ci sono 48 strade.